# Kurgan (Russia)
Kurgа́n (in russo Курга́н?) è una città della Russia siberiana occidentale, capoluogo dell'oblast' omonima. Nel periodo storico dell'Unione Sovietica è state sede di un'importante fabbrica per la produzione di veicoli militari meccanizzati per l'Armata Rossa, che è ancora in attività.

## Geografia fisica
Kurgan sorge nella Siberia sudoccidentale, nel bassopiano del fiume Išim, sulla sponda sinistra del fiume Tobol. Dista da Mosca 1973 chilometri, in direzione est.
La città ha un clima continentale piuttosto arido; le medie termiche oscillano tra i −18 °C di gennaio, il mese più freddo, e i 19 °C di luglio, mentre le precipitazioni annue si aggirano mediamente intorno ai 400 mm.
Kurgan è un'importante fermata sulla ferrovia Transiberiana.

## Storia
Fondata nel 1662 da Timofej Nevežnyj con il nome di Carëvo Gorodišče (Царёво Городи́ще), è dunque una delle più antiche città siberiane; ribattezzata nel 1738 Kurganskaja Sloboda, ottenne successivamente, nel 1782, lo status di città allorquando assunse il nome attuale.
La città di Kurgan si sviluppò in maniera decisa a partire dalla metà del XIX secolo, per ragioni legate essenzialmente al commercio e alla piccola industria; un nuovo ulteriore impulso alla crescita cittadina si verificò in corrispondenza della costruzione, verso la fine del XIX secolo, della ferrovia Transiberiana.
Durante la guerra fredda, nel 1950, vi venne costruita una grande fabbrica per la produzione di veicoli meccanizzati per l'esercito sovietico, la Kurganmašzavod che impiegava fino a 24.000 persone.
Ordine della Bandiera rossa del lavoro (1982).
In tempi più recenti, anche la città di Kurgan è stata colpita dal forte declino economico e demografico conseguente alla Dissoluzione dell'Unione Sovietica; la popolazione, che era di 355 000 abitanti nel 1989, è calata di più di 30 000 unità raggiungendo i 322 000 nel 2010.
La Kurganmašzavod è comunque rimasta in attività e ha continuato a produrre mezzi meccanizzati, principalmente il veicolo da combattimento BMP-3, per il nuovo esercito russo; la produzione è stata incrementata a partire dal 2022 per venire incontro alle esigenze dell'esercito impegnato nella guerra in Ucraina.